# Hapalomys
Genre
Hapalomys est un genre de rongeurs de la sous-famille des Murinés.

## Liste des espèces
Ce genre comprend les espèces suivantes :
- Hapalomys delacouri Thomas, 1927
- Hapalomys longicaudatus Blyth, 1859